# Aeroporto di Ca' Negra
L'aeroporto di Ca' Negra, o anche aviosuperficie di Ca' Negra (IATA: nessuno, ICAO: LIDC) è un aeroporto italiano situato in località Ca' Negra nel territorio geografico facente parte del comune di Cavarzere, l'infrastruttura è situata circa 7 km a nord ovest dal comune di Loreo (di cui Ca' Negra ne è frazione) e 12,3 km dal comune di Cavarzere. La struttura è dotata di una pista in erba lunga 660 m e larga 50 m, l'altitudine è di 1 m.